# کلاکنتک
چاه خدابخش، روستایی از توابع بخش مرکزی شهرستان دلگان در استان سیستان و بلوچستان ایران است.
مهمترین طایفه ی این روستا و منطقه طایفه عبدالهی میباشد که دارای جوانان تحصیل کرده و باسواد بسیار زیادی میباشد

## جمعیت
این روستا در دهستان دلگان قرار دارد و براساس سرشماری مرکز آمار ایران در سال ۱۳۸۵، جمعیت آن ۳۳۷ نفر (۶۷خانوار) بوده‌است.